# Nguyên lý cực đại Pontryagin
Nguyên lý cực đại (hoặc cực tiểu) Pontryagin được sử dụng trong lý thuyết điều khiển tối ưu để tìm ra điều khiển tốt nhất có thể dành một hệ thống động học từ trạng thái này sang trạng thái khác, đặc biệt là sự hiện diện của những hạn chế đối với các trạng thái hoặc đầu vào.Nó được hình thành vào năm 1956 bởi nhà toán học người Nga Lev Pontryagin và các sinh viên của ông. Nó là một trường hợp đặc biệt của phương trình Euler-Lagrange về phép tính biến phân.
Nguyên lý này được phát biểu, chính thức, đó là điều khiển Hamilton phải có một cực trị trên các điều khiển trong tập tất cả các điều khiển cho phép. Cho dù cực trị đó là cực đại hoặc cực tiểu phụ thuộc cả vào bài toán và dấu quy ước dùng để xác định Hamilton. Quy ước thông thường, mà được sử dụng trong Hamilton, dẫn đến một cực đại do đó nguyên lý cực đại nhưng dấu quy ước sử dụng trong bài viết này làm cho cực trị này trở thành cực tiểu.
Nếu  {\displaystyle {\mathcal {U}}} là tập các giá trị của các điều khiển cho phép thì nguyên lý này phát biểu rằng điều khiển tối ưu {\displaystyle u^{*}} phải thỏa mãn:
{\displaystyle H(x^{*}(t),u^{*}(t),\lambda ^{*}(t),t)\leq H(x^{*}(t),u,\lambda ^{*}(t),t),\quad \forall u\in {\mathcal {U}},\quad t\in [t_{0},t_{f}]}
trong đó {\displaystyle x^{*}\in C^{1}[t_{0},t_{f}]} là quỹ đạo trạng thái tối ưu và {\displaystyle \lambda ^{*}\in BV[t_{0},t_{f}]} là quỹ đạo costate (phương trình trạng thái) tối ưu.
Kết quả đã được áp dụng lần đầu tiên thành công cho bài toán thời gian cực tiểu trong đó điều khiển đầu vào bị hạn chế, nhưng nó cũng có thể hữu ích trong việc nghiên cứu các bài tóa hạn chế-trạng thái.
Các điều kiện đặc biệt cho Hamilton cũng có thể được lấy ra từ đây. Khi thời gian cuối cùng {\displaystyle t_{f}} là cố định và Hamilton không phụ thuộc một cách rõ ràng về thời gian {\displaystyle \left({\tfrac {\partial H}{\partial t}}\equiv 0\right)}, thì:
{\displaystyle H(x^{*}(t),u^{*}(t),\lambda ^{*}(t))\equiv \mathrm {constant} \,}
và nếu thời gian cuối cùng là tự do, thì:
{\displaystyle H(x^{*}(t),u^{*}(t),\lambda ^{*}(t))\equiv 0.\,}
Nhiều điều kiện tổng quát hơn về điều khiển tối ưu được đưa ra dưới đây.
Khi thỏa mãn cùng một quỹ đạo, nguyên tắc cực tiểu Pontryagin là một điều kiện cần cho một tối ưu. Phương trình Hamilton-Jacobi-Bellman cung cấp một điều kiện cần và đủ cho một tối ưu, nhưng điều kiện này phải thỏa mãn đối với toàn bộ không gian trạng thái.

## Cực đại hóa và cực tiểu hóa
Nguyên lý này đầu tiên được biết đến như là nguyên lý cực đại Pontryagin và bằng chứng lịch sử của nó là dựa trên tối đa hóa Hamilton. Ứng dụng đầu tiên của nguyên lý này là để tối đa hóa tốc độ cuối của một tên lửa. Tuy nhiên, vì nó sau đó được sử dụng chủ yếu cho việc giảm thiểu các chỉ số hiệu suất cho nên nó đã được gọi là nguyên lý cực tiểu .Cuốn sách của Pontryagin đã giải được bài toán giảm thiểu một chỉ số hiệu suất.

## Ký hiệu
Trong phần tiếp theo chúng ta sẽ học cách sử dụng các ký hiệu sau đây.
{\displaystyle \Psi _{T}(x(T))={\frac {\partial \Psi (x)}{\partial T}}|_{x=x(T)}\,}
{\displaystyle \Psi _{x}(x(T))={\begin{bmatrix}{\frac {\partial \Psi (x)}{\partial x_{1}}}|_{x=x(T)}&\cdots &{\frac {\partial \Psi (x)}{\partial x_{n}}}|_{x=x(T)}\end{bmatrix}}}
{\displaystyle H_{x}(x^{*},u^{*},\lambda ^{*},t)={\begin{bmatrix}{\frac {\partial H}{\partial x_{1}}}|_{x=x^{*},u=u^{*},\lambda =\lambda ^{*}}&\cdots &{\frac {\partial H}{\partial x_{n}}}|_{x=x^{*},u=u^{*},\lambda =\lambda ^{*}}\end{bmatrix}}}
{\displaystyle L_{x}(x^{*},u^{*})={\begin{bmatrix}{\frac {\partial L}{\partial x_{1}}}|_{x=x^{*},u=u^{*}}&\cdots &{\frac {\partial L}{\partial x_{n}}}|_{x=x^{*},u=u^{*}}\end{bmatrix}}}
{\displaystyle f_{x}(x^{*},u^{*})={\begin{bmatrix}{\frac {\partial f_{1}}{\partial x_{1}}}|_{x=x^{*},u=u^{*}}&\cdots &{\frac {\partial f_{1}}{\partial x_{n}}}|_{x=x^{*},u=u^{*}}\\\vdots &\ddots &\vdots \\{\frac {\partial f_{n}}{\partial x_{1}}}|_{x=x^{*},u=u^{*}}&\ldots &{\frac {\partial f_{n}}{\partial x_{n}}}|_{x=x^{*},u=u^{*}}\end{bmatrix}}}
Ở đây, các điều kiện cần được dùng để cực tiểu hóa một hàm. Với {\displaystyle x} là trạng thái của hệ thống động học với đầu vào {\displaystyle u}, do đó
{\displaystyle {\dot {x}}=f(x,u),\quad x(0)=x_{0},\quad u(t)\in {\mathcal {U}},\quad t\in [0,T]}
trong đó {\displaystyle {\mathcal {U}}} là tập hợp các điều khiển chấp nhận được và {\displaystyle T} là thời gian cuối (tức là cuối cùng) của hệ thống. Điều khiển {\displaystyle u\in {\mathcal {U}}} phải được chọn cho tất cả {\displaystyle t\in [0,T]} để cực tiểu hóa mục tiêu chức năng {\displaystyle J} được định nghĩa bởi ứng dụng và có thể được tóm tắt như sau
{\displaystyle J=\Psi (x(T))+\int _{0}^{T}L(x(t),u(t))\,dt}
Các hạn chế về các động học của hệ thống có thể được nối liền với Lagrange {\displaystyle L} bằng cách giới thiệu vectơ nhân tử Lagrange vector thời gian biến đổi {\displaystyle \lambda }, mà các thành phần được gọi là các costate của hệ thống. Điều này thúc đẩy việc xây dựng Hamilton {\displaystyle H} được định nghĩa cho mọi {\displaystyle t\in [0,T]} by:
{\displaystyle H(x(t),u(t),\lambda (t),t)=\lambda ^{\rm {T}}(t)f(x(t),u(t))+L(x(t),u(t))\,}
trong đó {\displaystyle \lambda ^{\rm {T}}} là chuyển vị của {\displaystyle \lambda }.
nguyên lý tối thiểu của Pontryagin phát biểu rằng quỹ đạo trạng thái tối ưu {\displaystyle x^{*}}, điều khiển tối ưu {\displaystyle u^{*}}, và vectơ nhân tử Lagrange tương ứng {\displaystyle \lambda ^{*}} phải cực tiểu hóa Hamilton {\displaystyle H}
{\displaystyle (1)\qquad H(x^{*}(t),u^{*}(t),\lambda ^{*}(t),t)\leq H(x^{*}(t),u,\lambda ^{*}(t),t)\,}
đối với mọi thời gian {\displaystyle t\in [0,T]} và mọi đầu vào điều khiển được phép {\displaystyle u\in {\mathcal {U}}}. Nó cũng là trường hợp
{\displaystyle (2)\qquad \Psi _{T}(x(T))+H(T)=0\,}
Ngoài ra, các phương trình costate
{\displaystyle (3)\qquad -{\dot {\lambda }}^{\rm {T}}(t)=H_{x}(x^{*}(t),u^{*}(t),\lambda (t),t)=\lambda ^{\rm {T}}(t)f_{x}(x^{*}(t),u^{*}(t))+L_{x}(x^{*}(t),u^{*}(t))}
phải được thỏa mãn. Nếu trạng thái cuối {\displaystyle x(T)} không cố định (ví dụ, biến vi phân của nó không là zero), thì các costate cuối cũng phải có dạng
{\displaystyle (4)\qquad \lambda ^{\rm {T}}(T)=\Psi _{x}(x(T))\,}
Bốn điều kiện (1) - (4) là những điều kiện cần cho một điều khiển tối ưu. Lưu ý rằng (4) chỉ áp dụng khi {\displaystyle x(T)} là tự do. Nếu nó bị cố định, thì điều kiện này là không cần thiết cho một tối ưu.

## Phát biểu chính thức về các điều kiện cần cho bài toán cực tiểu hóa
{\displaystyle \Psi _{T}(x(T))={\frac {\partial \Psi (x)}{\partial T}}|_{x=x(T)}\,}